# スバル・STI E-RA
スバル・STI E-RAは、二次電池式電気ドライブトレインを搭載したレース車両である。SUBARUのモータースポーツ部門スバルテクニカインターナショナル（STI）によって開発された。車名の「E-RA」は "Electric—Record Attempt"（電気、記録への挑戦）を意味する。コンセプトカー試作機は2022年1月14日に東京オートサロンで初披露された。

## 設計

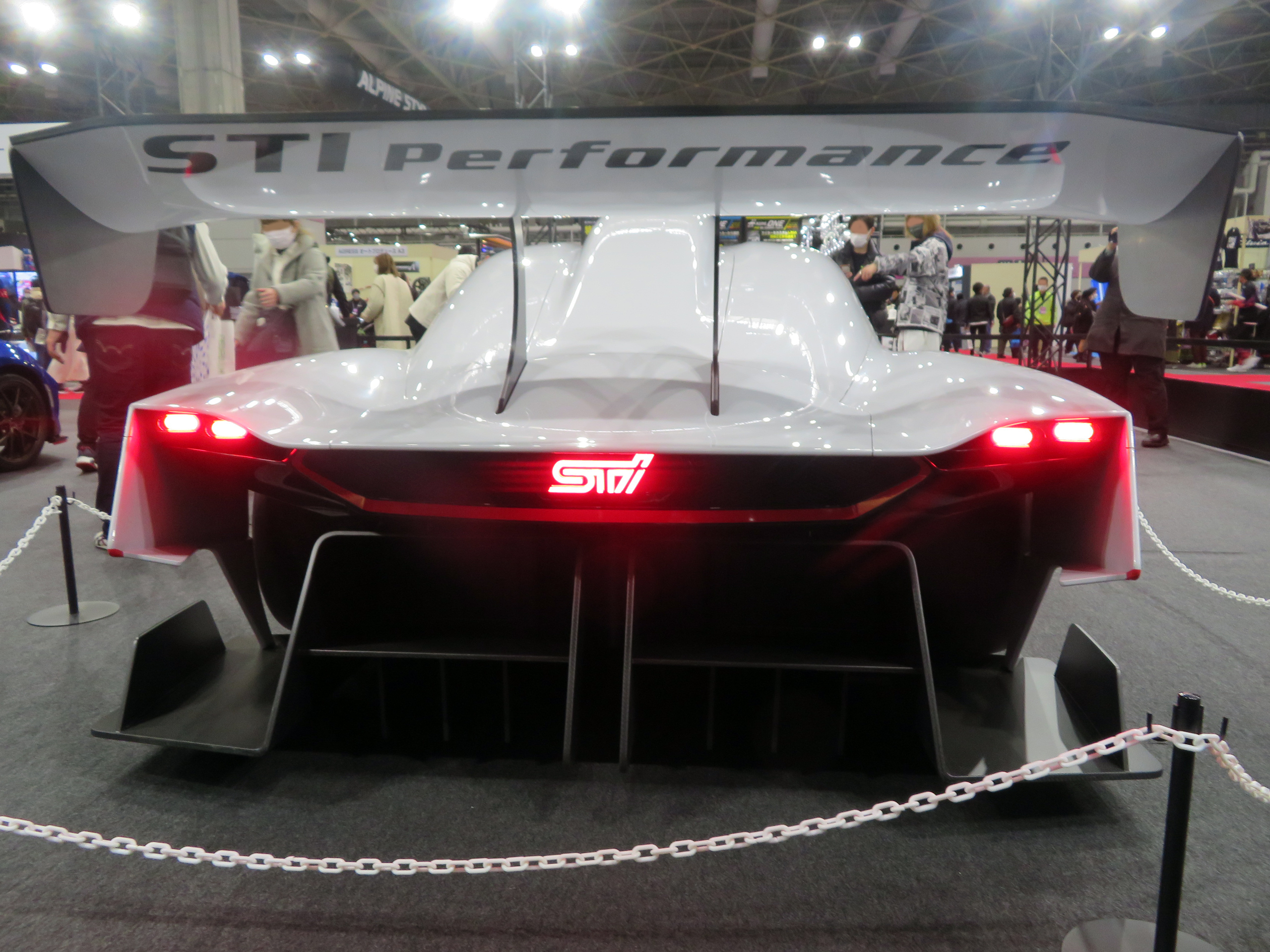
後面

2シートSTI E-RAの開発は2020年に始まった。SUBARUは、このコンセプトカーは "STI E-RA CHALLENGE" プロジェクトの下、STIによって開発中の来るべきSTI E-RAレーシングカーのプロトタイプであると述べた。「E-RA」は "Electric—Record Attempt"（電気、記録への挑戦）を意味し、2023年のニュルブルクリンクの北コースでラップタイム400秒を記録することを目標に掲げている。2022年現在の電気自動車の北コースのラップ記録は2019年にフォルクスワーゲン・ID.Rが記録した365.3秒である。それ以前の電気自動車の記録はNIO・EP9が2017年に記録した405.9秒であった。
開発は日本のトラックでの本プロトタイプの試験によって継続される。加えて、STI E-RAは2023年に初開催シーズンを迎える予定（当時）であったFIAエレクトリックGT選手権の規準を満たすように開発された。
歴史を紐解くと、STIの初プロジェクトは特別使用の3台のスバル・レガシィ・セダンを使用して1989年にスピードと耐久性の記録を樹立したというものであった。記録樹立を記念して市販された最初のモデルが1992年の「レガシィRS Type RA」であり、以後、STIは「RA」を最高性能を持つモデルに使用してきた。
コンセプトカーは2002年2月に大阪オートサロンでも展示され、子どもに非常に人気があった。

### ドライブトレイン
STI E-RAコンセプトは全輪駆動（AWD）モデルとなっている。個々のホイールに1つずつモーターが搭載され、これによって個々のホイールへの出力を個別に変動させることでトルクベクタリングが可能になっている。最高出力は800 kW (1,073 hp)、最大トルクは1,100 N⋅m (810 lbf⋅ft)と発表された。個々のモーターの出力は200 kW (268 hp)である。
駆動用モーターはヤマハ発動機によって開発、供給された。
STI E-RAコンセプトは60 kWhのリチウムイオン二次電池を搭載している。FIAエレクトリックGT選手権では、45分間のレースで少くとも1度、充電のためにピットストップを行う必要がある。モーター・トレンド誌は、コンセプトカーの比較的小さな電池容量はこの規則を念頭に置いたものだろうと推測した。加えて、FIAの規則はおそらく総出力を430 kW (577 hp)に制限し、エレクトリックFTに適用されるであろうグループGT3の規則に従って、公道仕様のホモロゲーション型が生産される必要があるだろうともされた。

### シャシー
STI E-RAコンセプトのボディは炭素繊維強化プラスチック製モノコックであり、日本のSUPER GTのGT300クラスにおいて、長年BRZ GTで取り組んだ経験が活かされている。冷却のための大型ルーフマウントスクープとダウンフォースを増大させるための数多くのウイングと切り欠きを備える。
ブレーキはブレンボ社のAP Racing部門が供給した。